# Santísimo Cristo de la Luz (Valladolid)
El Cristo de la Luz, una de las obras maestras del escultor Gregorio Fernández, fue tallado alrededor de 1630, en pleno apogeo del barroco castellano. Conocida como "La Perla" por su sobrecogedora expresividad, esta imagen es una de las más impactantes del artista.
Actualmente, es propiedad del Museo Nacional de Escultura de Valladolid, aunque desde 1940 está depositada en la capilla universitaria del Palacio de Santa Cruz, donde se le puede rendir culto todo el año. Es venerada por la Hermandad Universitaria del Santísimo Cristo de la Luz de Valladolid y su presencia en la Semana Santa de la ciudad es inconfundible, destacando en la procesión del Jueves Santo por la mañana, donde recorre las calles en uno de los actos más solemnes y conmovedores.

## Origen e Historia
Encargada originalmente para el Monasterio de San Benito el Real de Valladolid, la primera referencia escrita sobre la imagen data de 1761, cuando el historiador Rafael Floranes menciona que el prior Fray Benito Vaca (1693-1697) la situó en la capilla de la familia Daza dentro del monasterio. Con el paso del tiempo, la devoción por la imagen fue en aumento, recibiendo la advocación de Cristo de la Luz, probablemente debido a la iluminación especial que la rodeaba en el templo.
Con la desamortización de Mendizábal, la obra fue trasladada al Museo Nacional de Bellas Artes, germen del actual Museo Nacional de Escultura. En 1940, la imagen fue cedida a la capilla universitaria del Colegio de Santa Cruz, donde permanece hasta hoy.

## Características Artísticas
El Cristo de la Luz es un Crucificado de tamaño natural (190 x 163 x 44 cm), que destaca por el realismo estremecedor y la maestría técnica de Gregorio Fernández. La obra se inscribe dentro de la escuela castellana de imaginería barroca, caracterizada por su dramatismo y fidelidad a la expresión del sufrimiento humano.
Entre sus detalles más llamativos se encuentran:
- Anatomía precisa y expresiva: el cuerpo delgado y consumido transmite la agonía con un vientre hundido y extremidades angulosas.
- Rostro sobrecogedor, con ojos entreabiertos, labios entreabiertos, dientes de marfil y una corona de espinas de gran realismo.

- Uso de postizos, como cristal en los ojos, marfil en los dientes y corcho en las heridas, para intensificar el efecto naturalista.

- Representación impactante de la sangre, con diferentes tonalidades para indicar la evolución de las heridas.

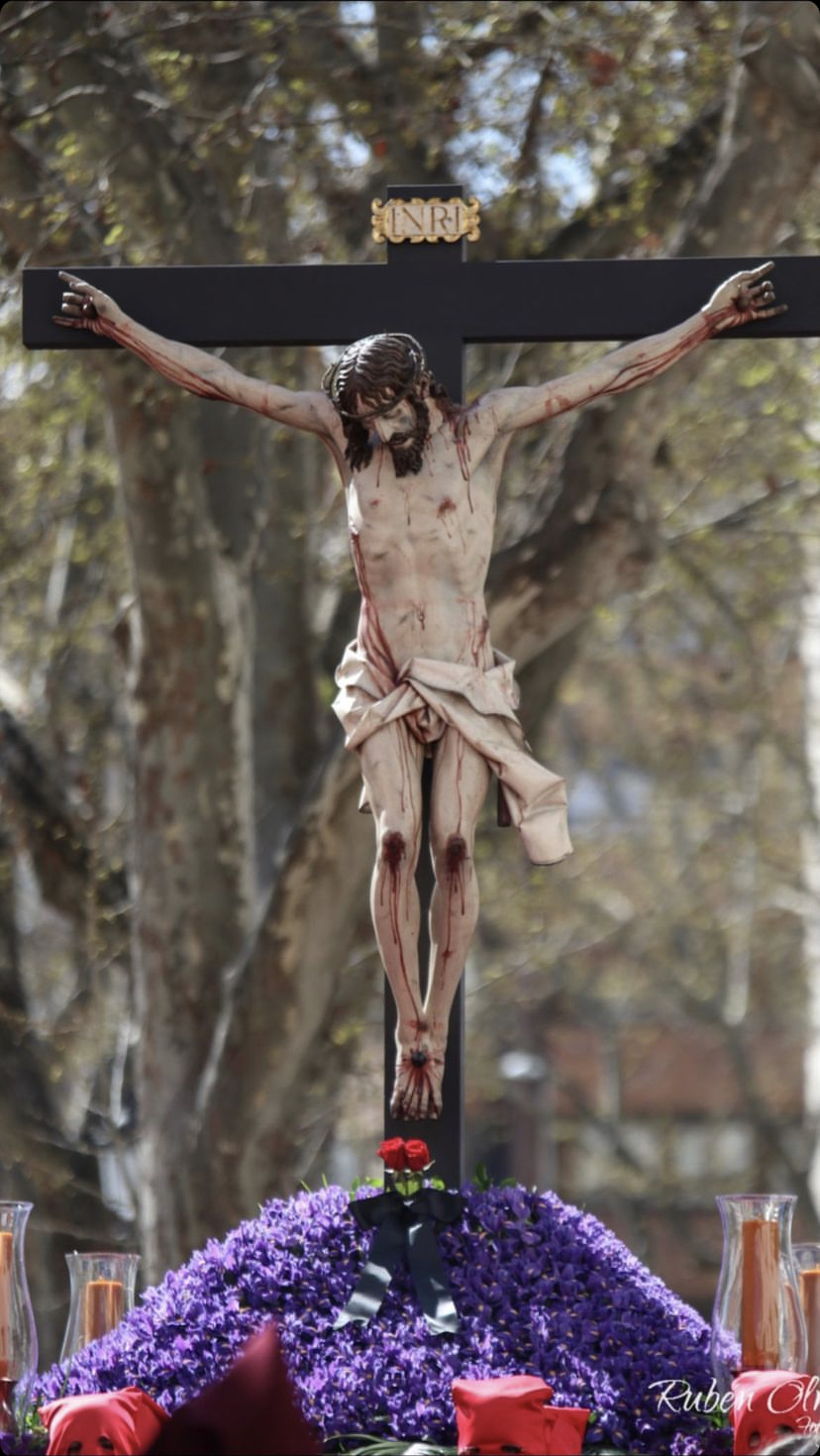
Santísimo Cristo de la Luz

- Paño de pureza de pliegues dinámicos, que sugiere movimiento y refuerza la teatralidad de la escultura.

El Cristo de la Luz ha sido objeto de admiración por historiadores y críticos de arte a lo largo de los siglos. José de Bosarte afirmó que esta obra, por sí sola, sería suficiente para inmortalizar la fama de Gregorio Fernández. Sin embargo, Agapito y Revilla, aunque la consideró magnífica, opinó que no era la mejor del escultor. Pese a estas discrepancias, el Cristo de la Luz sigue siendo considerada una de las cimas del patetismo barroco y una de las imágenes más sobrecogedoras de la imaginería procesional española.

## Procesión de Semana Santa de Valladolid
Desde 1941, el Cristo de la Luz es una de las imágenes procesionales más emblemáticas de la Semana Santa vallisoletana. Es venerada por la Hermandad Universitaria del Santísimo Cristo de la Luz. 
Su primera salida tuvo lugar el Viernes Santo de 1941, cuando fue llevado desde el Colegio de Santa Cruz hasta la Catedral de Valladolid. En 1994, la imagen volvió a procesionar de manera ininterrumpida cada Jueves Santo y, desde 1996, participa en la Procesión General de la Sagrada Pasión del Redentor.